# 히메지 센트럴 파크

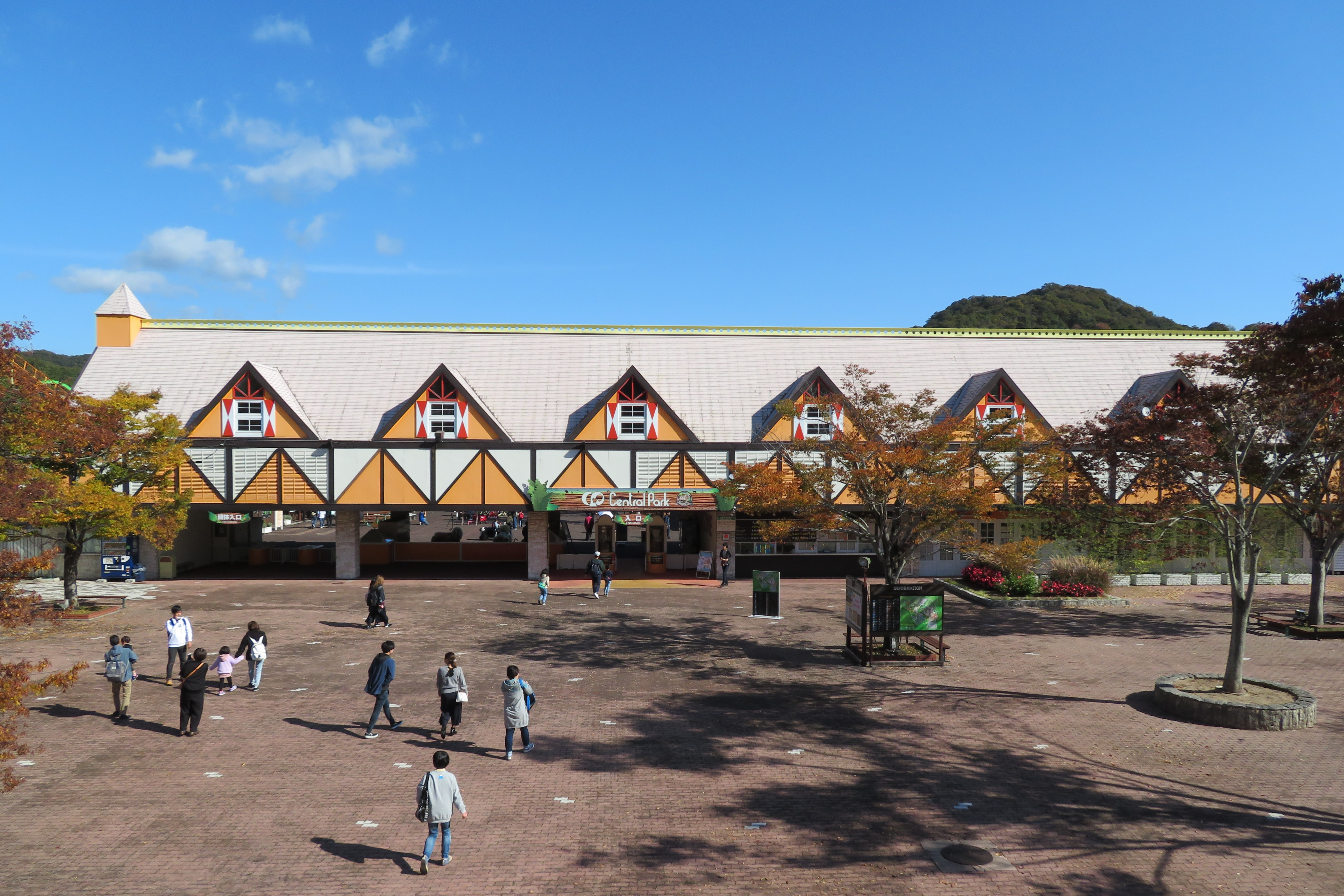
입구

히메지 센트럴 파크(일본어: 姫路セントラルパーク 히메지센토라루파쿠[*])는 효고현 히메지시에 있는 사파리 파크 형식의 동물원과 유원지가 융합된 엔터테인먼트 시설이다. 약칭은 히메센(일본어: 姫セン).

## 개요
1984년 3월 25일에 오픈했다. 케냐의 나이로비 국립 공원과 제휴하고 있다. 운영은 히메지 파크 관리 공사로, 모리 관광 그룹의 계열사이다. 여름에는 수영장, 겨울에는 아이스 스케이트장도 오픈한다. 한때 원내 순회 버스로 일본 유일의 2층 굴절 버스가 사용되고 있었다. 또한 당시의 관람차 자이언트 피터는 높이 85m, 직경 82.5m로 당시 세계에서 가장 높은 관람차의 기록을 갱신했다. 지역이나 인근 지역에서 방송된 CM에서는 히메센이라고도 한다.
2002년 8월 5일에 이전 운영 회사 센트럴 파크 주식회사가 정리 회수 기구에서 민사재생법의 적용을 신청, 2003년 4월 1일에 모리 관광에 양도되었다.
원내의 BGM 곡에 현재 일본인 메이저 리거인 스즈키 이치로의 응원가를 모티브로 한 곡이 사용되고 있다. 또한 응원가는 한때 재적하고 있던 오릭스 블루 웨이브 시대의 곡을 모티브로 하고있다.